# Сретение Господне (Скала Калирахис)
„Сретение Господне“ (на гръцки: Ιερός Ναός Υπαπαντής) е възрожденска православна църква в село Скала Калирахис на остров Тасос, Егейска Македония, Гърция, част от Филипийската, Неаполска и Тасоска епархия на Вселенската патриаршия.
Църквата се намира се на юг от Скала Калирахис, на главния крайбрежен път. Храмовата икона „Сретение Господне“ е датирана 1862 година, което очевидно е и датировката на храма. В архитектурно отношение е еднокорабна църква с дървен покрив и трем от южната страна, с размери 11,70 / 6,42 m, височина 3,07 m и площ 74,88 m2. Тремът е широк 2,76 m и е затворен на запад, а на другите две страни се крепи на дървени стълбови върху нисък каменен бордюр. Входът на храма е през трема и правоъгълен с правоъгълна тясна ниша за изображението на Сретение. Църквата е осветена от три северни прозореца, два на юг и един на запад. Всички отвън имат правоъгълна форма, но вътре са извити. Таванът е с хоризонтални летви.
Иконостасът е дървен и стига до тавана. Той има две врати и седем царски икони. Светилището има три конхи на изток и една ниша на северната стена.
Тремът има девет дървени колони и е без таван. Покривът е двускатен със скосявани на запад и на изток. Южният скат се разширява и обхваща и трема.